# Tribunal Administratiu Central de Recursos Contractuals
El Tribunal Administratiu Central de Recursos Contractuals és un tribunal administratiu independent, els membres del qual gaudeixen d'inamovilitat i independència, integrat en la Administració General de l'Estat a través del Ministeri d'Hisenda d'Espanya, que va ser creat per la Llei 34/2010 de 5 d'Agost, que va modificar les Lleis 30/2007, de 30 d'octubre, de Contractes del Sector Públic, 31/2007, de 30 d'octubre, sobre procediments de contractació en els sectors de l'aigua, l'energia, els transports i els serveis postals, i 29/1998, de 13 de juliol, reguladora de la jurisdicció contenciós-administrativa per adaptar-la a la regulació europea, i que resol els recursos administratius que interposin els particulars contra els actes de les entitats públiques dins dels processos d'adjudicació dels contractes del sector públic.
El Tribunal s'encarrega tant de resoldre els recursos que s'interposin contra les decisions de les entitats adjudicadores de contractes del sector públic, com d'adoptar les mesures provisionals que siguin necessàries respecte del procediment d'adjudicació durant el període de resolució dels recursos. Es pot presentar recurs contractual davant aquest tribunal de manera potestativa. Les seves resolucions tanquen la via administrativa per recórrer, havent-se d'acudir a la jurisdicció contenciós-administrativa per continuar el procediment de recurs si no s'està conforme amb la resolució.